# Иня (приток Иши)
Иня — река в Республике Алтай России. Устье реки находится в 141 км по левому берегу реки Иша. Длина реки составляет 14 км. Притоки — Поперечка и Барак.

## Данные водного реестра
По данным государственного водного реестра России относится к Верхнеобскому бассейновому округу, водохозяйственный участок реки — Катунь, речной подбассейн реки — Бия и Катунь. Речной бассейн реки — (Верхняя) Обь до впадения Иртыша.